# Resposta a l'estrès oxidatiu
La resposta a l'estrès oxidatiu és un conjunt de mecanismes cel·lulars activats per contrarestar els efectes danyosos de l'acumulació d'espècies oxidants, que inclouen les espècies reactives d'oxigen (ROS) i les espècies reactives de nitrogen (RNS). Aquestes poden danyar molècules com com l'ADN, les proteïnes i els lípids. És per això que les cèl·lules disposen de mecanismes de defensa antioxidants i activen programes de resposta a través de factors de transcripció en funció de la intensitat i la durada de l'estrès.
Tot i que les espècies oxidants es generen de manera constant durant el metabolisme cel·lular i són necessàries per algunes funcions cel·lulars, com la senyalització, un desequilibri a favor d'aquestes espècies (anomenat estrès oxidatiu) pot desencadenar aquesta resposta. Si aquesta no és suficient, els danys causats per l'estrès oxidatiu poden portar al desenvolupament de malalties cròniques.

## Espècies oxidants
Les principals espècies oxidants que trobem en les cèl·lules són els ROS i els RNS, molècules molt reactives, entre les que destaquen el radical hidroxil (·OH), l'iò superòxid (O2•−), el peròxid d'hidrogen (H₂O₂), el peroxinitrit (ONOO−) o l'òxid nítric (•NO). Algunes d'elles sónradicals lliures, és a dir àtoms o molècules que tenen electrons desaparellats i això els fa molt inestables i reactius.
La producció d'aquestes espècies oxidants pot ser endògena o exògena. Endògenament, es generen com a productes del metabolisme cel·lular normal. Exògenament, factors com la contaminació ambiental, la radiació UV, la radiació ionitzant, els xenobiòtics entre d'altres poden augmentar la seva producció.

## Sistemes antioxidants
Per contrarestar els efectes tòxics de les espècies oxidants, les cèl·lules tenen un conjunt de sistemes de defensa antioxidants. Els principals mecanismes enzimàtics inclouen la superòxid dismutasa (SOD), la catalasa, les tioredoxines i les peroxiredoxines.
A part dels enzims, hi ha molècules que també actuen com a antioxidants, són el glutatió, l'àcid úric, β-carotè, la vitamina C i la vitamina E.

#### Dany oxidatiu
El principal perill de l'estrès oxidatiu són els danys produïts pels ROS i els RNS als diferents components cel·lulars. Genera danys en el material genètic, modificant les bases nitrogenades; en els lípids, els peroxiden fent que hi hagi alteracions a nivell de la membrana cel·lular; i a les proteïnes.
A llarg termini, els efectes de l'estrès oxidatiu poden contribuir a la degeneració cel·lular, afavorint l'aparició de malalties com el càncer, malalties cardiovasculars (com l'aterosclerosi), malalties neurodegeneratives (com el Parkinson i l'Alzheimer) i altres trastorns.

## Sistemes de resposta a l'estrès oxidatiu
Quan el sistema antioxidant no és suficient per controlar l'estrès oxidatiu, s'activen sistemes de senyalització cel·lular per intentar restaurar l'equilibri. Aquestes respostes s'activen per factors de transcripció segons la intensitat i la duració de l'estrès: quan l'estrès és baix o moderat s'activa el sistema Keap1/Nrf2, si la intensitat és alta s'activa la via AP1/NFkB i quan la intensitat és molt elevada, actua mPTP.

## Sistema Keap1/Nrf2
El sistema Keap1/Nrf2 constitueix una de les principals vies de resposta protectora a l'estrès oxidatiu,. Hi intervenen principalment tres proteïnes: Keap1 (Kelch-like ECH-associated protein 1), Nrf2 (Nuclear factor erythroid 2–related factor 2) i Cul3 (Cullin 3).
En condicions basals, l'activitat del factor de transcripció Nrf2 està estrictament regulada pel complex format per Keap1 i l'enzim ubiquitina lligasa Cul3.

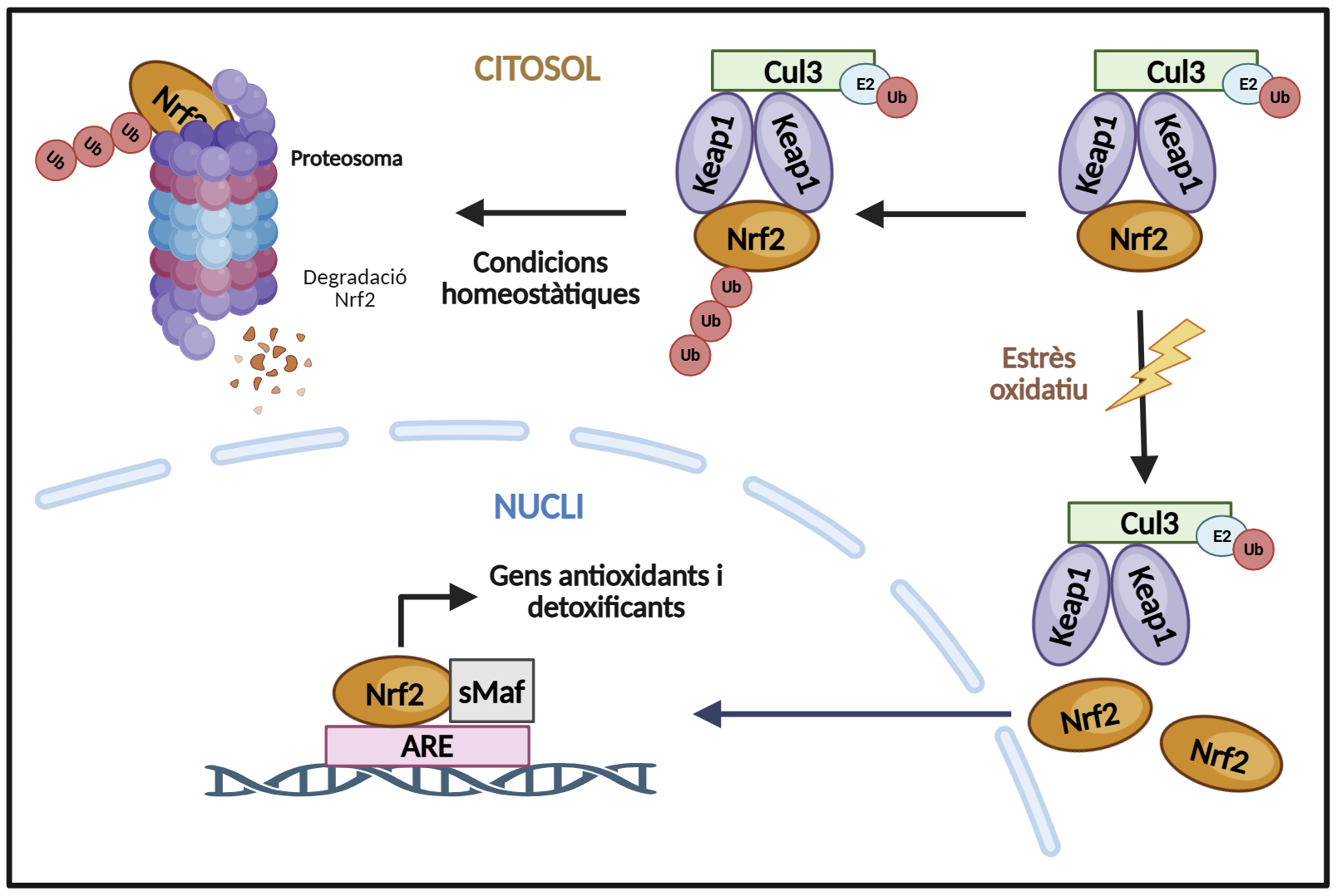
Regulació de Nrf2 mitjançant el complex format per Keap1 i l'enzim ubiquitina lligasa Cul3. Imatge creada amb BioRender. Inspirada en Espinosa-Diez et al. (2015).

Keap1 actua com a adaptador per permetre la interacció entre Nrf2 i el complex E3, unint-se a Nrf2 a través del seu domini Kelch (DGR) i a la regió N-terminal de Cul3 mitjançant el seu domini BTB. La proteïna RING box 1 recluta la funció catalítica de l'enzim conjugador d'ubiquitina (E2) unint-se a la regió C-terminal de Cul3. L'E2 catalitza la poliubiquitinació de la proteïna Nrf2 en els residus de lisina del seu domini Neh2. Aquesta modificació postraduccional marca Nrf2 per ser degradat al proteosoma, mantenint els seus nivells intracel·lulars baixos.
Davant situacions d'estrès oxidatiu, alguns residus de cisteïna de Keap1 actuen com a sensors redox, formant ponts disulfur que redueixen l'afinitat de Keap1 per Nrf2. Com a resultat, Nrf2 no és degradat al proteosoma, s'acumula al citoplasma i es transloca al nucli, on actua com a factor de transcripció unint-se a les regions Antioxidant Response Elements (ARE) i activa la transcripció de gens que codifiquen enzims antioxidants:
- glutatió transferasa, reductasa i peroxidasa
- catalasa
- γ-glutamyl-cysteina sintetasa
- tioredoxina reductasa
- superòxid dismutasa (SOD)
- peroxiredoxina
- hemo-oxigenasa 1 (HO-1)
- NAD(P)H quinona oxidoreductasa 1 (NQO1)

Actualment, es treballa en el desenvolupament de nous tractaments basats en la modulació del sistema Keap1/Nrf2, especialment en l'àmbit de malalties relacionades amb l'estrès oxidatiu. Entre les estratègies explorades hi ha l'ús de molècules activadores de Nrf2, tant d'origen natural, com el sulforafà, com sintètic, com la bardoxolona metil. Paral·lelament, es consideren les proteïnes Keap1 i Cul3 com a possibles dianes farmacològiques amb l'objectiu d'afavorir l'activació de Nrf2 i reforçar la resposta antioxidant en contextos patològics.

## Sistema AP-1/NF-κB
L'estrès oxidatiu d'intensitat intermèdia augmenta l'activitat dels enzims antioxidants, principalment mitjançant les vies NF-κB i AP-1.
Hem de tenir en compte que la resposta intervinguda per les vies NF-κB i AP-1 és específica de determinats tipus cel·lulars i contextos.

### Resposta mitjançant AP-1
La proteïna AP-1 és un heterodímer format principalment per les subunitats Fos (activadora) i Jun (inhibidora). Durant l'estrès oxidatiu aquesta és activada per les proteïnes quinases activades per mitògens (MAPK), les quals s'encarreguen de convertir els estímuls extracel·lulars en una àmplia gamma de respostes cel·lulars.
Hi ha 3 famílies de MAPKs: JNK, ERK i p38. L'activitat de les MAP quinases està regulada per cascades de fosforilació: l'activació de les MAPK s'indueix mitjançant la fosforilació per part d'una quinasa de doble especificitat anomenada MAP quinasa quinasa (MKK), que alhora és fosforilada i activada per una quinasa anomenada MAPK quinasa quinasa (MAPKKK). Tot i això, les MAPK també poden ser activades per ROS.
Quan hi ha un senyal d'estrès oxidatiu, com la presència de H₂O₂, s'indueix la transcripció de c-Jun i c-Fos mitjançant l'activació de les cascades de senyalització de JNK, p58 i ERK. Això dona lloc a la unió d'aquestes dues subunitats, formant el factor de transcripció AP-1, que es dirigirà al nucli per activar l'expressió de gens amb funció antioxidant, incloent-hi la glutatió S-transferasa pi (GSTP1), sulfiredoxina-1 (Srxn1), NAD(P)H quinona oxidoreductasa 1 (NQO1) i  peroxiredoxines (Prx).
L'estrès oxidatiu pot activar les MAPK mitjançant diferents vies:
- Molts receptors de factors de creixement amb motius rics en cisteïna poden ser dianes de l'estrès oxidatiu. Per exemple, el receptor EGF pot ser activat per ROS, això fa que s'activin les quinases Raf i MEK, que formen part de la cascada de senyalització de les MAP quinases, donant lloc a l'activació d'ERK.

- Oxidació de les quinases intracel·lulars: ASK-1 s'uneix a la tioredoxina reduïda en cèl·lules no estressades. Després de l'estrès oxidatiu, la tioredoxina s'oxida i es dissocia d'ASK-1, cosa que provoca l'activació de les vies JNK i p38.

- Inactivació i degradació de les fosfatases de MAPK (MPK): L'H₂O₂ inactiva les MKP mitjançant l'oxidació de la seva cisteïna catalítica, cosa que condueix a l'activació sostinguda de la via MAPK.[12]

### Resposta mitjançant NF-κB
NF-κB és un factor de transcripció format per p50 i p65. Aquestes proteïnes tenen un domini d'homologia Rel (RHD) responsable de la dimerització, el reconeixement i la unió a l'ADN. En condicions normals, les proteïnes IkB s'encarreguen d'inhibir la funció de NF-κB i mantenir-lo al citoplasma mitjançant la unió a RHD.
Diversos estímuls externs, com ara el peròxid d'hidrogen, estimulen la via. Aquests senyals activen la quinasa IkB (IkK) a través de la proteïna quinasa C (PKC), la proteïna quinasa activada per ARN bicatenari o la via de les MAP quinases. La fosforilació de certs residus de serina d'IkB per part d'IkK en provoca la ubiquitinació, seguida de la degradació en el proteosoma. Així, NF-κB és alliberat i translocat al nucli, on activa la transcripció de gens que codifiquen per a proteïnes antioxidants, entre elles la superòxid dismutasa de manganès (MnSOD o SOD2), superòxid dismutasa de coure i zinc (Cu,Zn-SOD o SOD1), la cadena pesant de ferritina (FHC) i la glutatió S-transferasa pi (GSTP1).

## Sistema mPTP

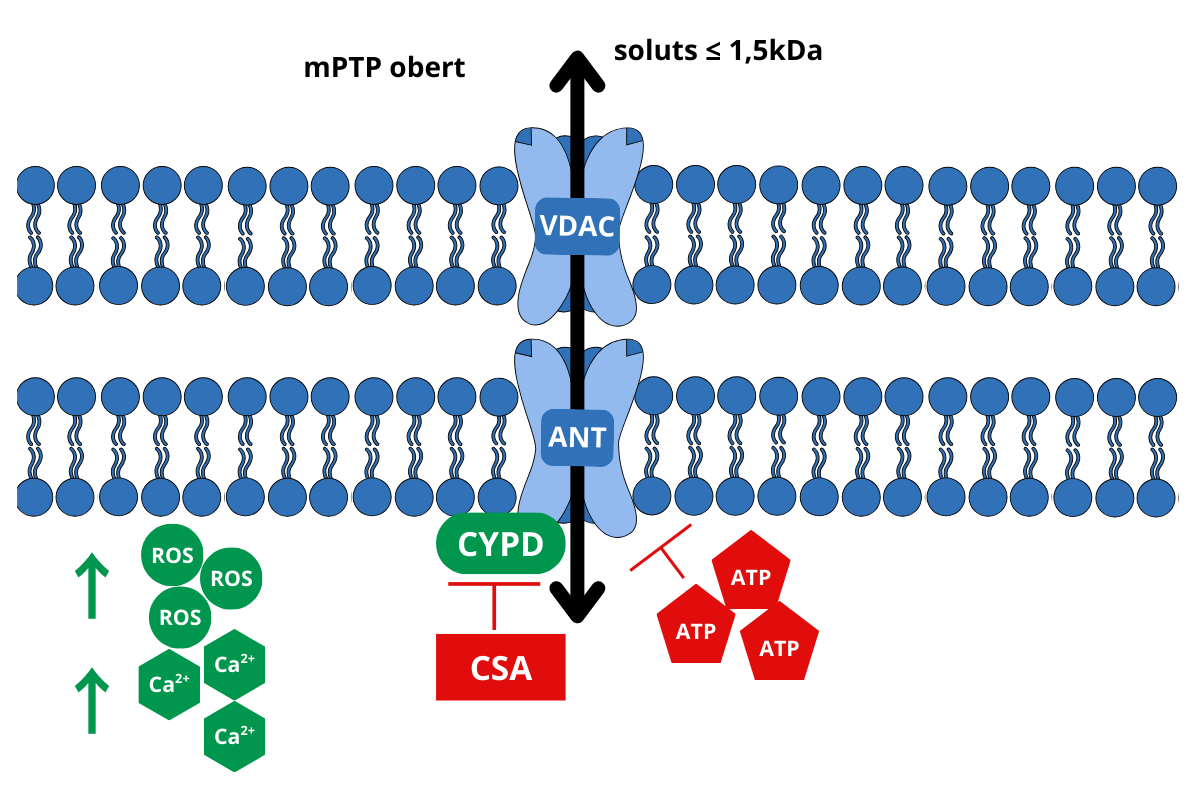
Representació esquemàtica del mPTP obert i els seus principals reguladors

El porus de transició de permeabilitat mitocondrial (mPTP, de l'anglès mitochondrial permeability transition pore) és un dels mecanismes activats en resposta a situacions d'estrès oxidatiu. El mPTP és un canal proteic de gran conductància situat a la membrana mitocondrial interna i la seva obertura pot induir processos de mort cel·lular en diverses malalties.
En condicions fisiològiques, el mPTP es troba tancat o parcialment obert. En situacions d'estrès oxidatiu molt extrem com en fenòmens de reperfusió postisquèmica, un excés de producció d'espècies reactives d'oxigen (ROS) pot induir l'obertura sostinguda del mPTP provocant una pèrdua de potencial de membrana, l'entrada i sortida de molècules petites de manera inespecífica, i una disrupció energètica. A més, l'entrada de soluts conjuntament amb aigua pot provocar la inflor del mitocondri, desencadenant en mort cel·lular com necrosi o necropotosi.
L'obertura del mPTP també pot ser afavorida per altres estímuls com una baixada dels nivells d'ATP extrema, un augment de calci a la matriu mitocondrial i una acumulació de proteïnes mal plegades al mitocondri.
S'està investigant per trobar estratègies terapèutiques que millorin els efectes de l'estrès oxidatiu mitjançant la regulació o bloqueig del mPTP sobretot en casos de reperfusió isquèmica i en contextos d'envelliment i malalties neurodegeneratives. La majoria de tractaments estan enfocats en la inhibició de la proteïna Ciclofilina D (CypD), una proteïna localitzada al mitocondri molt important en la regulació del mPTP afavorint la seva obertura en situacions d'estrès oxidatiu i augment de calci.